# John Butler Trio
Das John Butler Trio ist ein nach dem Leadsänger und Leadgitarristen John Butler benanntes Musiktrio.

## Geschichte
John Butler wurde am 1. April 1975 im kalifornischen Torrance geboren. Nachdem seine Familie zwischenzeitlich in L.A. lebte, zog sie 1986 wieder in das australische Heimatland seines Vaters. Fortan wohnte die Familie in Pinjarra, einem kleinen Dorf im Westen von Australien.
Derzeit lebt John Butler mit seiner Frau Daniella und seinen zwei Kindern in zwei Domizilen außerhalb von Byron Bay und Melbourne.
Nachdem John Butler sein Kunststudium abgebrochen hatte, war er zunächst als Straßenmusiker aktiv. Im Jahre 1998 gründete er das John Butler Trio, welches fortan mit wechselnder Besetzung auftrat. 2003 kamen Shannon Birchall (Bassist, Melbourne) und Michael Barker (Schlagzeuger, Neuseeland) hinzu.
Im Jahr 2007 hatte die Band einen Auftritt bei dem Live-Earth-Konzert in Sydney.
Bekannt wurde er unter anderem für sein virtuoses Lapsteelspiel (Gitarre liegt auf den Oberschenkeln) bzw. dafür, dass er meist mit „open tunings“ (Gitarre ist in einem Akkord gestimmt) spielt.
Am 23. März 2009 gab John Butler auf der offiziellen Band-Website bekannt, dass er sich im April von seinen damaligen Bandmitgliedern trennen werde. Die Gründe hierfür seien „rein künstlerisch“.
2009 stießen der auf Malta geborene Nicky Bomba, der bereits 2004 bei den Aufnahmen zu dem Album Sunrise over Sea beteiligt war (Schlagzeuger, Melbourne) und Byron Luiters (Bassist, Sydney) zum Trio und stellen mit John Butler als Leadsänger bis 2013 die Besetzung dar.
John Butler gründete mit einem Freund sein eigenes Platten-Label Jarrah Records. Es ist benannt nach einer südaustralischen Eukalyptusart. Neben dem John Butler Trio veröffentlichen auch The Waifs ihre Platten bei Jarrah Records.
Am 31. August 2013 gab John Butler den Ausstieg Nicky Bombas bekannt. Nachfolger wurde Grant Gerathy, mit dem das JBT 2014 auf Tour gehen wird.

## Diskografie

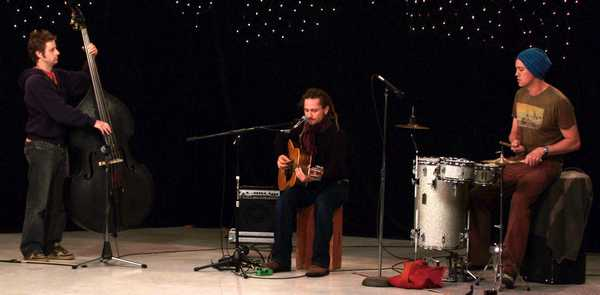
John Butler Trio (2006)

### Studioalben
| Jahr | Titel            | Höchstplatzierung, Gesamtwochen, AuszeichnungChartplatzierungen (Jahr, Titel, Platzierungen, Wochen, Auszeichnungen, Anmerkungen) | Höchstplatzierung, Gesamtwochen, AuszeichnungChartplatzierungen (Jahr, Titel, Platzierungen, Wochen, Auszeichnungen, Anmerkungen) | Anmerkungen                              |
| Jahr | Titel            | AU | US | Anmerkungen                              |
| ---- | ---------------- | --- | --- | ---------------------------------------- |
| 2001 | Three            | AU24 Platin · (27 Wo.)AU | — |                                          |
| 2004 | Sunrise over Sea | AU1 ×5Fünffachplatin · (57 Wo.)AU                                                                                                 | — |                                          |
| 2007 | Grand National   | AU1 ×3Dreifachplatin · (57 Wo.)AU                                                                                                 | US110 (1 Wo.)US | Erstveröffentlichung: 24. März 2007      |
| 2010 | April Uprising   | AU1 Platin · (37 Wo.)AU | US36 (2 Wo.)US | Erstveröffentlichung: 26. März 2010      |
| 2014 | Flesh & Blood    | AU2 Gold · (13 Wo.)AU | US58 (1 Wo.)US | Erstveröffentlichung: 31. Januar 2014    |
| 2018 | Home             | AU1 (5 Wo.)AU | — | Erstveröffentlichung: 28. September 2018 |

Weitere Studioalben
- 1996: Searching for Heritage
- 1998: John Butler

### Livealben
| Jahr | Titel             | Höchstplatzierung, Gesamtwochen, AuszeichnungChartplatzierungen (Jahr, Titel, Platzierungen, Wochen, Auszeichnungen, Anmerkungen) | Höchstplatzierung, Gesamtwochen, AuszeichnungChartplatzierungen (Jahr, Titel, Platzierungen, Wochen, Auszeichnungen, Anmerkungen) | Anmerkungen                         |
| Jahr | Titel             | AU | US | Anmerkungen                         |
| ---- | ----------------- | --- | --- | ----------------------------------- |
| 2002 | Living 2001–2002  | AU6 Platin · (16 Wo.)AU | — |                                     |
| 2005 | Live at St.Gallen | AU47 Gold · (1 Wo.)AU | — |                                     |
| 2011 | Live at Red Rocks | AU22 (2 Wo.)AU | — | Erstveröffentlichung: 18. Juli 2011 |

Weitere Livealben
- 2009: Live at Lollapalooza

### EPs
- 2000: JBT EP
- 2003: Zebra EP
- 2004: What You Want EP
- 2004: Somethings Gotta Give EP

### Soloalben von John Butler
- 2008: One Small Step.... Live & Solo
- 2012: Tin Shed Tales

### Singles
| Jahr | Titel Album                             | Höchstplatzierung, Gesamtwochen, AuszeichnungChartsChartplatzierungen (Jahr, Titel, Album, Platzierungen, Wochen, Auszeichnungen, Anmerkungen) | Anmerkungen                                         |
| Jahr | Titel Album                             | AU | Anmerkungen                                         |
| ---- | --------------------------------------- | --- | --------------------------------------------------- |
| 2003 | Zebra Sunrise Over Sea                  | AU22 ×3Dreifachplatin · (18 Wo.)AU | Erstveröffentlichung: 24. November 2003             |
| 2004 | What You Want Sunrise Over Sea          | AU29 (5 Wo.)AU |                                                     |
| 2004 | Something’s Gotta Give Sunrise Over Sea | AU47 (3 Wo.)AU |                                                     |
| 2006 | Funky Tonight –                         | AU15 (16 Wo.)AU |                                                     |
| 2007 | Better Than Grand National              | AU16 (25 Wo.)AU |                                                     |
| 2007 | Funky Tonight (Live 2007 Arias) –       | AU11 (2 Wo.)AU | Erstveröffentlichung: 9. April 2007 mit Keith Urban |
| 2009 | One Way Road April Uprising             | AU15 (16 Wo.)AU | Erstveröffentlichung: 4. Dezember 2009              |
| 2010 | Close To You April Uprising             | AU38 (9 Wo.)AU |                                                     |
| 2010 | Revolution April Uprising               | AU34 (9 Wo.)AU | Erstveröffentlichung: 5. Juli 2010                  |
| 2013 | Only One Flesh & Blood                  | AU44 (1 Wo.)AU | Erstveröffentlichung: 29. November 2013             |

Weitere Singles
- 2007: Used to Get High
- 2007: Good Excuse (AU: Gold)
- 2011: I’d Do Anything
- 2018: Home
- 2018: Just Call Me
- 2018: Tell Me Why

### Videoalben
- 2005: Live at St. Gallen
- 2007: Live at Federation Square (AU: Platin)
- 2011: Live at Red Rocks